# ヨハネの手紙一
『ヨハネの手紙一』（ヨハネのてがみいち）は、新約聖書中の一書で、公同書簡とよばれる書簡群の一つである。伝承では老齢にさしかかった福音記者ヨハネ（使徒ヨハネ）がエフェソスで書いたものだとされてきた。『ヨハネの第一の手紙』あるいは『第一ヨハネ書』などと呼ばれる。

## 概説
著者によれば、この手紙が書かれた理由は「神の子を信じるあなたがたが、永遠の命を得ていることを知るためである。」（5:18）著者が気にかけているのは自分が携わっている共同体に影響を及ぼす異端的な思想を持つ教師たちのことである。このような人々、かつて共同体のメンバーだったにもかかわらず正当な教えから逸脱した教師たちは「反キリスト」（2:18-19）とみなされている。これらの人々が教えていたのはキリストは体の実体を持たない霊のみの存在（4:2）であったということで、彼らはイエスの十字架上の死に贖罪の意義を付与するのは間違いである（1:7）と考えていた。
著者の目的は手紙のあて先の人々に対して、命の言葉を述べ伝えること、それによって父なる神と子であるキリストとの交わりの中に入ることである。神との合一の意味を、キリストについていえば、その罪の償い（1:7、2:2、3:5、4:10-14、5:11-12）と神への弁護者としての意味（2:1）を、人間について言えば、聖性（1:6）、おきてに従うこと（2:3）、清め（3:3）、信仰（3:23、4:3、5:5）、愛（2:7）における意義を示している。

## 筆者問題
本書簡の内容、言葉遣い、思想などから第二・第三の手紙と同じ著者によるものであることと考えられてきた。この三つの書簡は伝統的に福音記者ヨハネ（または彼と同一視される使徒ヨハネ）であるとみなされてきたが、現在の研究では同一性を疑うものもいる。
この書簡の著者が福音書を書いたヨハネその人なのか、あるいは他人がヨハネの名を冠したのかなど、ヨハネ文書と呼ばれるこれらの文書の著書の問題はいまだに議論が続いている。『ヨハネの手紙一』と『ヨハネ福音書』は、内容、表現、思想から強い近縁性をもっているが、その筆者については、大きく分けて
1. ヨハネその人
2. ヨハネ教団の誰か（ヨハネ福音書の最終編纂者）

のふたつの説がある。

## コンマ・ヨハンネウム（ヨハネ章句）の問題
『ヨハネの手紙一』においてもっとも論議を呼んだ問題はコンマ・ヨハンネウム（ヨハネ章句の意味）と呼ばれる一部の写本にみられる5:7-8にかけての「天において証言する者は父・みことば・聖霊の三つであり、これら三つは一つです」という挿入句の扱いである。
この挿入句は、古代教会において三位一体論が確立していく過程で、教父たちの解説句が聖書本文に紛れ込んだものであると考えられている。この言葉が初めてラテン語聖書にあらわれるのはようやく4世紀に入ってからである。以降、ヴルガータの権威とともに無批判に受け入れられていたが、近世に入ってギリシア語原文の研究が進むと、この部分が後代の挿入である疑いが濃厚となった。しかしデジデリウス・エラスムスは批判版ギリシア語新約聖書の第三版（1522年）以降に、「疑問がある」という注をつけつつも採用した。ジェームズ1世の欽定訳聖書はこの第三版をもとに英訳を行ったため、この章句が以降の多くに英語訳聖書に引き継がれることになった。しかし、このような明らかに後代の挿入と考えられる箇所を採用したことが、欽定訳聖書主義者（欽定訳以外の英訳聖書を認めない原理主義者）たちへの批判に用いられることがある。